# Isàdics
Els isàdics (en llatí: isadici, en grec antic: είσάδικοι) són un poble esmentat per Estrabó, que l'associa als troglodites del Caucas i a altres tribus d'aquesta regió.